# Mounir El Motassadeq
Mounir el-Motassadeq (em árabe: منير المتصدق; Marraquexe, 3 de abril de 1974) foi um integrante da Célula de Hamburgo, grupo terrorista islâmico radical que orquestrou os Ataques de 11 de Setembro contra o World Trade Center (Torres Gêmeas) nos EUA. O atentado matou quase 3 mil pessoas.   
Ele foi indiciado, julgado e condenado na Alemanha em 2006 a 15 anos de prisão e cumpriu pena em Hamburgo.  
Em outubro de 2018, meses antes de sua pena vencer, foi deportado para o Marrocos.

## Biografia
Mounir se mudou do Marrocos para a Alemanha no início dos anos 90 e estudou Engenharia Elétrica numa universidade de Hamburgo, tendo se envolvido com a Célula de Hamburgo no final dos anos 90. Em 2000 ele viajou para o Afeganistão para fazer um treinamento militar, mas sempre negou participação no planejamento do atentado.
Foi deportado para o Marrocos em outubro de 2018, meses antes de terminar de cumprir sua pena na Alemanha. Ele deixou o país europeu com 7 mil Euros, o que gerou uma investigação meses depois para saber como ele havia sido autorizado a sair do país com tanto dinheiro.
Sua soltura gerou protestos de parentes das vítimas.  
No Marrocos, ele tem esposa e três filhos e especula-se que atualmente (maio de 2019) ele viva em Marrakesh.  